# عادل العدواني
الدكتور عادل محمد العدواني ، (1963-) سياسي كويتي، يشغل منصب وزير التربية وزير التعليم العالي والبحث العلمي السابق بدولة الكويت في الفترة من 17 يناير 2024 حتي 25 أغسطس 2024 .

## عن حياته
ولد الدكتور عادل العدواني في سنة 1963م، وهو حاصل على شهادة الدكتوراه في الهندسة المدنية من جامعة جنوب إلينوي تخصص نظام معلومات، وفي سنة 1996م عمل في قسم إدارة الأعمال بجامعة الكويت بدرجة أستاذ مساعد، وفي سنة 2000 رُقّي إلى أستاذ مشارك، وفي سنة 2005 رقي إلى أستاذ دكتور.
شغل منصب مدير مركز الحساب الآلي في كلية العلوم الإدارية خلال الفترة 1996 حتى 1998م، وشغل أيضا منصب نائب مدير جامعة الكويت للخدمات الأكاديمية المساندة خلال الفترة 2006 حتى 2008.

## توزيره
في 17 يناير 2024 صدر مرسومٌ أميري بتشكيل الحكومة حيث عُين وزيراً للتربية ووزيراً للتعليم العالي والبحث العلمي 